# Villaquejida
Villaquejida is een gemeente in de Spaanse provincie León in de regio Castilië en León met een oppervlakte van 53,42 km². Villaquejida telt 914 inwoners (1 januari 2016).